# إيرين لشبونة
إيرين لشبونة (بالبرتغالية: Irene Lisboa‏) هي كاتِبة وشاعرة برتغالية، ولدت في 25 ديسمبر 1892 في Arruda dos Vinhos ‏ في البرتغال، وتوفيت في 25 نوفمبر 1958 في لشبونة في البرتغال.